# Кировск (муниципальный округ)
Ки́ровск — административно-территориальная единица (город с подведомственной территорией) в Мурманской области России и образованное на его территории муниципальное образование (муниципальное образование го́род Ки́ровск с подве́домственной террито́рией), до 2021 года в статусе городского округа, с 1 января 2021 года в статусе муниципального округа.
Административный центр — город Кировск.

## География
Муниципальное образование город Кировск с подведомственной территорией образовано законом Мурманской области от 2 декабря 2004 года.
В его состав входят 3 населённых пункта — город Кировск (административный центр), посёлки Коашва и Титан. До 24 апреля 2013 года в состав городского округа входил населённый пункт Октябрьский, находившийся на правом берегу реки Хариусная в 20 км от Кировска на железнодорожной ветке «Айкувен — Ловозеро» (был упразднён в связи с отсутствием проживающего населения).
Округ расположен в центральной части Кольского полуострова. На севере граничит с округом города Оленегорска, на севере и востоке — с Ловозерским районом, на юге с Терским районом, на западе — с округом города Апатиты.
Округ находится в долине Умптек, в южной части горного массива Хибины, у берегов Умбозера, охватывая озеро с запада, юга и юго-востока. Близ Кировска находятся озеро Большой Вудъявр и река Белая (впадает в озеро Имандра).
Расстояние от административного центра муниципального образования до Мурманска составляет 197 километров по железной дороге и 208 километров по шоссе.

## История
Кольский полуостров начал заселяться относительно недавно. Долгое время населением были кочевые племена саамов, основным занятием которых была охота и оленеводство.
В 1920-х годах в Хибинах были открыты богатые залежи апатитонефелиновых руд, разработка которых началась в 1929 году. Это положило начало развитию индустриального горного промысла и созданию горнохимического комбината «Апатит». Одновременно со строительством рудника и обогатительной фабрики возводился и город Хибиногорск.
В 1929 году в строящийся рабочий посёлок стали прибывать эшелоны спецпереселенцев, которых расселяли в палатках, землянках, шалманах. Одновременно на ставшую известной всей стране стройку прибывали добровольцы, большей частью из Ленинграда (ныне Санкт-Петербург), который до 1938 года являлся административным центром для Мурманского уезда. Активное участие в развитии промышленного первенца Кольского полуострова принимал С. М. Киров — видный государственный и партийный деятель этого периода.
13 ноября 1929 года создается трест «Апатит». На протяжении 10 лет он проводил работы по освоению месторождений полезных ископаемых Хибинского горного массива. В 1938 году трест получил название — государственный горнохимический комбинат «Апатит». В послевоенные годы он был переименован в производственное объединение, а после завершения процесса приватизации стал открытым акционерным обществом «Апатит» (ОАО «АПАТИТ»).
В сентябре 1931 года заработала первая апатитонефелиновая фабрика(АНОФ-I). Отсюда отправили первый эшелон отечественного апатитового концентрата. Руда поступала на фабрику с Кировского рудника. Одновременно рос город.
В том же 1931 году по проекту советского ученого — профессора Н. А. Аврорина, был основан ПАБСИ (Полярно-альпийский ботанический сад-институт). ПАБСИ является одним из 11 институтов (структурных единиц) Кольского научного центра — одного из старейших институтов Российской академии наук на Кольском полуострове.
В 1934 году г. Хибиногорск в честь С. М. Кирова переименовали в г. Кировск.
После окончания войны появились новые рудники: «Юкспорский» (1951 год) и «Расвумчоррский» (1954 год). В 1963 году реконструировали АНОФ-1 и построили первую очередь АНОФ-2 (в низовьях реки Белой), около которой на предгорной равнине вырос новый город — Апатиты.
Дальнейшее освоение залежей апатитонефелиновых руд Хибин шло в рекордно короткие сроки. Были введены в эксплуатацию рудники «Центральный» (крупнейший в Европе) на плато Расвумчорр и «Восточный» в долине реки Вуоннемйок, возле которого возник поселок Коашва. Построена и введена в эксплуатацию третья апатитонефелиновая обогатительная фабрика у поселка Титан.
В 80-е годы население города и посёлков почти не росло, что объяснялось ведением крупного жилищного строительства в Апатитах.
Уникальный природный ландшафт явился благоприятным условием для развития в Кировске горнолыжного спорта и других видов рекреации. На склонах гор Айкуайвенчорр и Кукисвумчорр традиционно с 1937 года проводятся всесоюзные и республиканские соревнования. С 1987 года Кировск стал центром лыжного фристайла страны, а с 1990 года — базой олимпийской подготовки по фристайлу. С осени 1999 года г. Кировск собирает национальные сборные по лыжным гонкам и биатлону России, Белоруссии, Украины, Казахстана на тренировочный период и международную «Хибинскую гонку».
Согласно Закону Мурманской области от 02.12.2004 года № 533-01-ЗМО муниципальное образование город Кировск с подведомственной территорией наделен статусом городского округа.
С 1 января 2021 года наделён статусом муниципального округа.

## Население
| 2002    | 2009    | 2010    | 2011    | 2012    | 2013    | 2014    |
| ------- | ------- | ------- | ------- | ------- | ------- | ------- |
| 34 759  | ↘32 846 | ↘30 990 | ↘30 944 | ↘30 552 | ↘30 306 | ↘29 878 |
| 2015    | 2016    | 2017    | 2018    | 2019    | 2020    | 2021    |
| ↘29 458 | ↘29 175 | ↘28 863 | ↘28 737 | ↘28 342 | ↘28 156 | ↘26 852 |
| 2023    |         |         |         |         |         |         |
| ↘26 253 |         |         |         |         |         |         |

Численность населения, проживающего на территории муниципального образования, по данным Всероссийской переписи населения 2010 года, составляет 30990 человек, из них 14108 мужчин (45,5 %) и 16882 женщины (54,5 %).
Национальный состав
По переписи населения 2010 года из населения муниципального образования 92,4 % составляют русские, 2,8 % — украинцы, 2,1 % — белорусы, а также 2,7 % других национальностей.
По итогам переписи населения 2020 года проживали следующие национальности (национальности менее 0,1 % и другое, см. в сноске к строке «Другие»):
| Национальность | Численность, чел. | Доля     |
| -------------- | ----------------- | -------- |
| Русские        | 19 257            | 71,72 %  |
| Украинцы       | 451               | 1,68 %   |
| Белорусы       | 252               | 0,94 %   |
| Татары         | 104               | 0,39 %   |
| Башкиры        | 71                | 0,26 %   |
| Азербайджанцы  | 64                | 0,24 %   |
| Карелы         | 36                | 0,13 %   |
| Другие         | 6617              | 24,64 %  |
| Итого          | 26 852            | 100,00 % |

## Состав муниципального округа
| № | Населённый пункт | Тип населённого пункта        | Население |
| - | ---------------- | ----------------------------- | --------- |
| 1 | Кировск          | город, административный центр | ↘24 271   |
| 2 | Коашва           | населённый пункт              | ↘882      |
| 3 | Титан            | населённый пункт              | ↘1332     |

## Местное самоуправление
Главы города, председатели Совета депутатов
- Вадим Викторович Турчинов

Главы администрации
- с 25 сентября 2015 года — Владимир Владимирович Дядик
- Юрий Александрович Кузин

## Экономика
Крупнейшим предприятием округа является Кировский филиал АО «АПАТИТ» — предприятие химической промышленности, занимающееся производством фосфатного сырья. В состав предприятия входят четыре рудника, две апатит-нефелиновые обогатительные фабрики и различные вспомогательные подразделения. В общей сложности горно-химическая
промышленность даёт около 98 % валового продукта округа.
Кроме того, в Кировске функционируют предприятия пищевой промышленности (производство кондитерских изделий и безалкогольных напитков), а также мебельная фабрика. Развивается туристический сектор экономики — сдача в аренду квартир горонолыжникам, такси, организация экстремальных туров и изготовление сувенирной продукции.
Средняя заработная плата в округе среди работников крупных и средних предприятий составила в 2004 году 12163 рубля, общий показатель за тот же год — 9681 рубль. На 2006 год зарегистрировано 1400 безработных.
В 2014 году близ Кировска на северном склоне горы Айкуайвенчорр открыта гондольно-кресельная канатная дорога.

## Образование и наука
На территории округа по состоянию на 2010 год действуют: 17 дошкольных образовательных учреждений, 10 школ, в том числе — образовательная школа в посёлке Титан и средняя общеобразовательная школа в посёлке Коашва. В Кировске функционируют факультет Санкт-Петербургского горного института, Кировский филиал Костромского государственного университета имени Н. А. Некрасова, Хибинский технический колледж.
В Кировске работает Полярно-альпийский ботанический сад-институт (ПАБСИ) Кольского научного центра РАН. ПАБСИ является самым северным (67° 38' с. ш.) ботаническим садом в России, и одним из трёх ботанических садов мира, расположенных за полярным кругом. В его коллекции — 2,5 тыс. растений со всех континентов.
Недалеко от Кировска расположена учебно-научная база МГУ, на которой проходят практику студенты географического факультета.

## Здравоохранение
Здравоохранение округа представлено двумя больничными учреждениями общей вместимостью 454 места. В сфере здравоохранения занято около 300 врачей и 1000 работников из числа среднего медперсонала. Кроме того, на территории округа действует санаторий-профилакторий «Тирвас».

## Галерея
- Кировск 
Город зимой
- Коашва 
Рудник в окрестностях посёлка
- Октябрьский 
Въезд в посёлок

## Источник
- Карта и информация муниципального образования на сайте администрации Мурманской области